# Scară de temperatură Réaumur

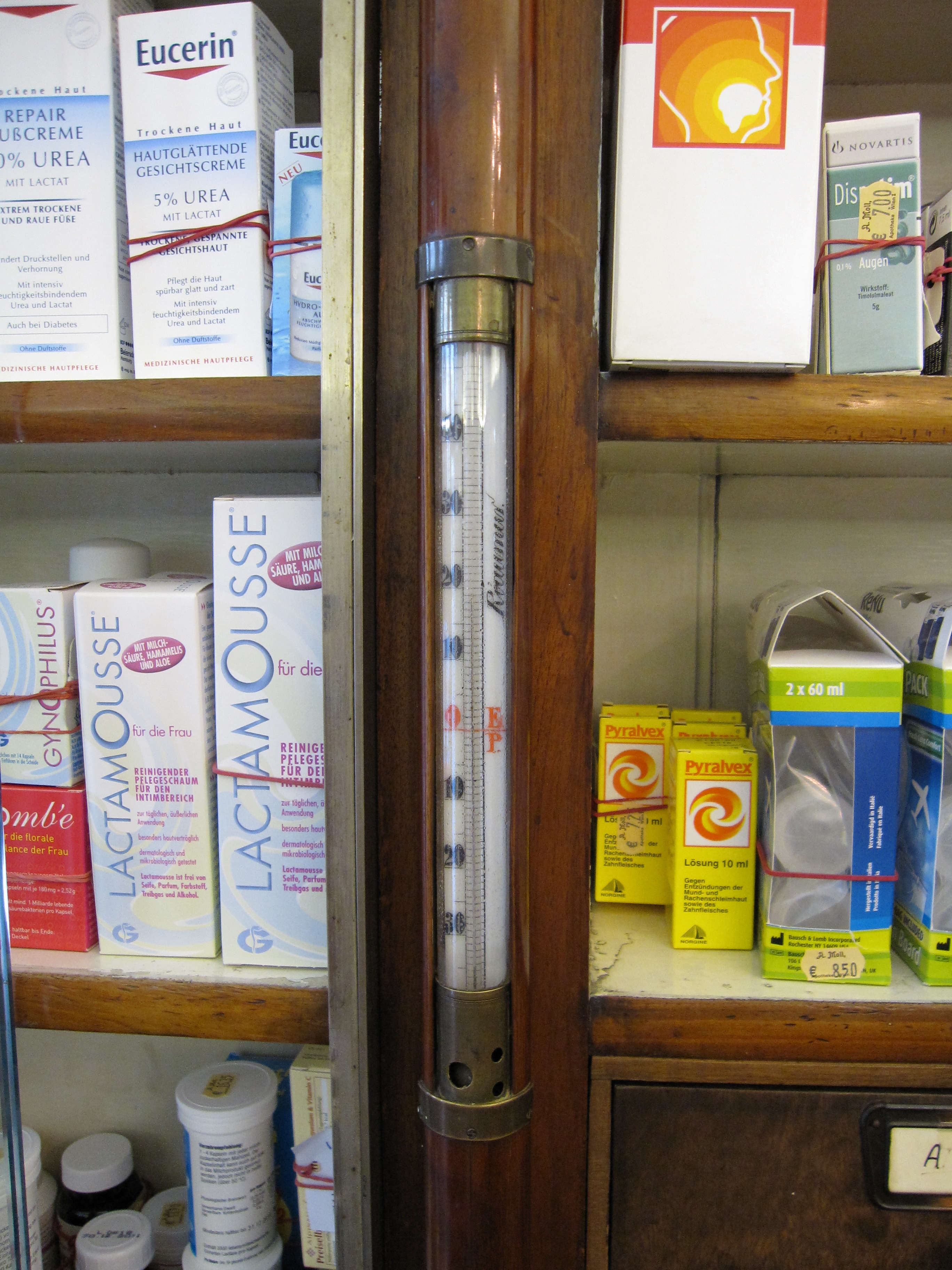
Termometru vechi într-o farmacie din Viena indicând temperatura camerei în grade Réaumur

Scara de temperatură Réaumur este o scară de temperatură empirică propusă pentru prima oară în anul 1730 de către René Antoine Ferchault de Réaumur. Numită și diviziunea octogesimală, scara Réaumur utilizează ca puncte termometrice fixe  temperatura de îngheț și respectiv de fierbere al apei, iar unitatea de măsură e definită ca a optzecia parte din intervalul de temperatură dintre aceste puncte. Unitatea de măsură este  gradul Réaumur notat prin una din simbolurile °Ré, °Re, °R.

## Utilizare

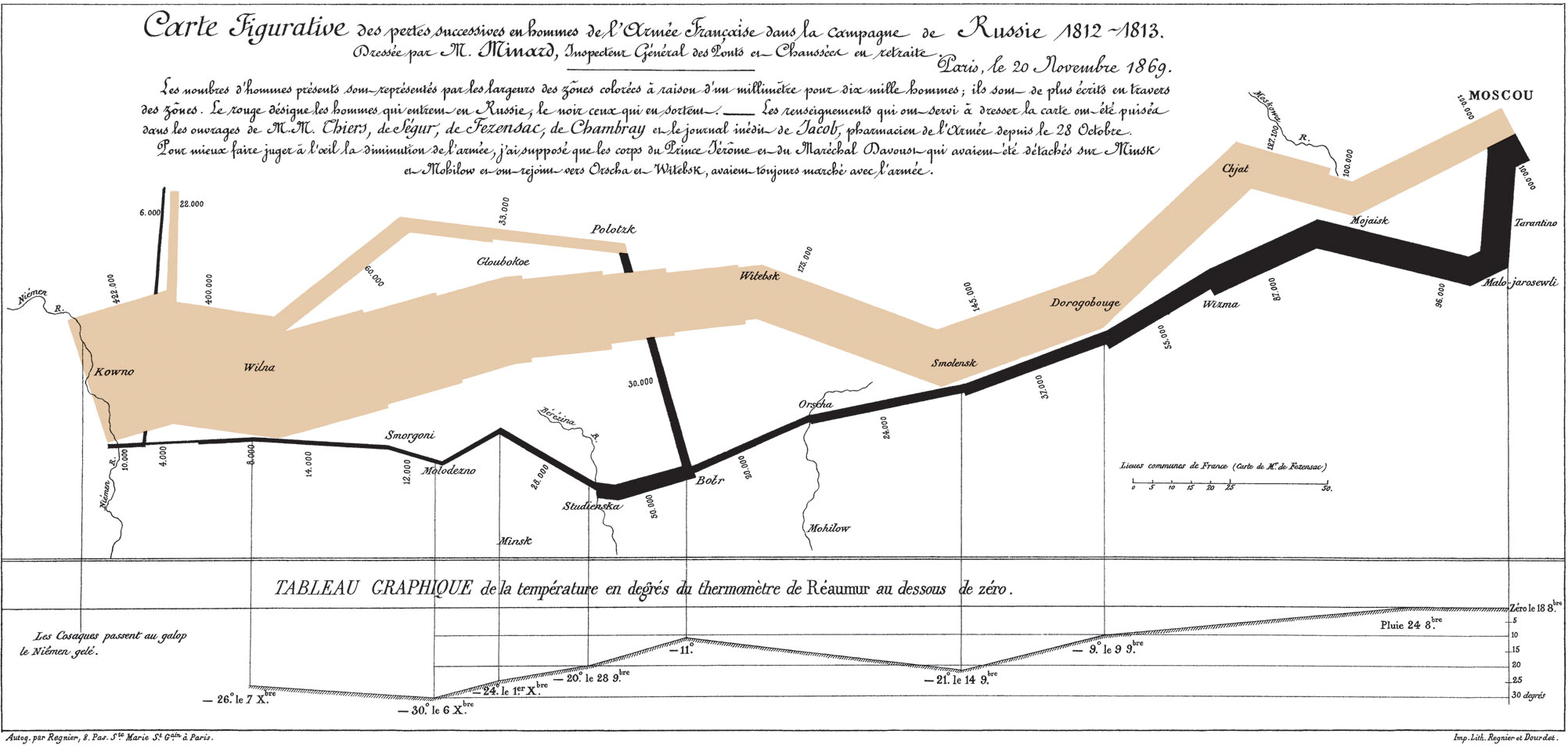
Grafic de informare realizat de Charles Joseph Minard în 1812 cu ocazia invaziei franceze în Rusia. Diagrama orizontală, din partea de jos, reprezină evoluția temperaturii mediului cu ocazia retragerii armatei din Rusia, valorile sunt exprimate în grade Réaumur sub temperatura de îngheț (0 °Re).

Scara Réaumur a avut o largă utilizare în Europa, în special în  Franța și Germania precum și în Rusia, așa cum reiese din operele literare ale lui Dostoievski, Tolstoi, și Nabokov.  Începând cu anii 1790, Franța înlocuiește scara Réaumur cu scara metrică Celsius . În zilele noastre scara Réaumur are o arie de utilizare restrânsă, fiind utilizat pentru măsurarea temperaturii laptelui și în procesul fabricării brânzei.